# Ithier III de Toucy
Pour l’article homonyme, voir Ithier de Toucy.
Ithier III de Toucy ou Itier III de Toucy (né vers 1100 - † vers 1147) est seigneur de Toucy au milieu du XIIe siècle. Il est le fils de Narjot Ier de Toucy, seigneur de Toucy, et de son épouse Ermengarde de Cravant.

## Biographie
Il devient seigneur de Toucy, de Bazarnes, de Saint-Fargeau et de Puisaye vers 1110 lors du décès de son père Narjot Ier de Toucy. Toutefois, étant trop jeune, la seigneurie est administrée par son beau-frère Hugues de Cosne, dit le Manceau, époux de sa sœur Béatrix de Toucy.
En 1134, il fait un don, avec le consentement de sa mère et de son frère Étienne, à l'abbaye de Crisenon.
Vers 1147, il donne pour le repos de son âme et de celles de ses parents, du consentement de sa femme Élisabeth, à l’abbaye des Roches, dont Geoffroy son neveu est l’abbé, le droit de pâturage et le droit de panage pour les porcs dans tous ses bois de la Puisaye.
En 1147, il décide de prendre part à la deuxième croisade. Avant son départ, il fait des dons aux abbayes de Crisenon et de Pontigny. Il meurt peu après, probablement en Terre Sainte.

## Mariage et enfants
Vers 1130, il épouse Élisabeth de Joigny, dame de Champlay, probablement la fille de Renard III, comte de Joigny, et de sa première épouse Wandalmode, fille d'Humbert II de Beaujeu, dont il a sept enfants :
- Narjot II de Toucy, qui succède à son père ;
- Sare de Toucy, qui épouse Gibaud de Saint-Vérain ;
- Guy de Toucy, cité dans une renonciation en faveur de l'abbaye de Saint-Benoît-sur-Loire de son frère Narjot ;
- Ithier de Toucy, seigneur de Bazarnes, probablement mort sans postérité ;
- Ermengarde de Toucy, qui épouse Guillaume Ier de Dampierre dont elle a plusieurs enfants puis Dreux IV de Mello dont elle a également des enfants ;
- Madeleine de Toucy, qui épouse Renaud de Pougy ;
- Jean de Toucy, cité dans une charte de 1180.

Une fois veuve, Élisabeth de Joigny épouse en secondes noces Eudes de Pougy, seigneur de Pougy, dont elle a trois autres enfants.

## Source
- Ernest Petit, Histoire des ducs de Bourgogne de la race capétienne, 1889.